# Barbourmeade
Barbourmeade – miasto w Stanach Zjednoczonych, w stanie Kentucky, w hrabstwie Jefferson.